# Antônio Carlos de Arruda Botelho
Antonio Carlos de Arruda Botelho, primeiro e único barão, visconde e conde do Pinhal, (Piracicaba, 23 de agosto de 1827 – São Carlos, 11 de março de 1901), foi um político e empresário brasileiro. 
Herdeiro de terras na sesmaria do Pinhal, formou várias fazendas nos municípios de São Carlos e Jaú, tendo prosperado como grande produtor de café (economia movida por mão-de-obra escravizada), cujos rendimentos possibilitaram a ele investir em outros ramos de negócios. Teve importante participação política no Província de São Paulo, principalmente no período do Segundo Reinado no Brasil. Casou-se duas vezes, tendo, ao todo, treze filhos. Sua residência familiar era a Fazenda Pinhal, localizada no município de São Carlos, onde o conde do Pinhal faleceu, em 1901.

## A família Arruda Botelho

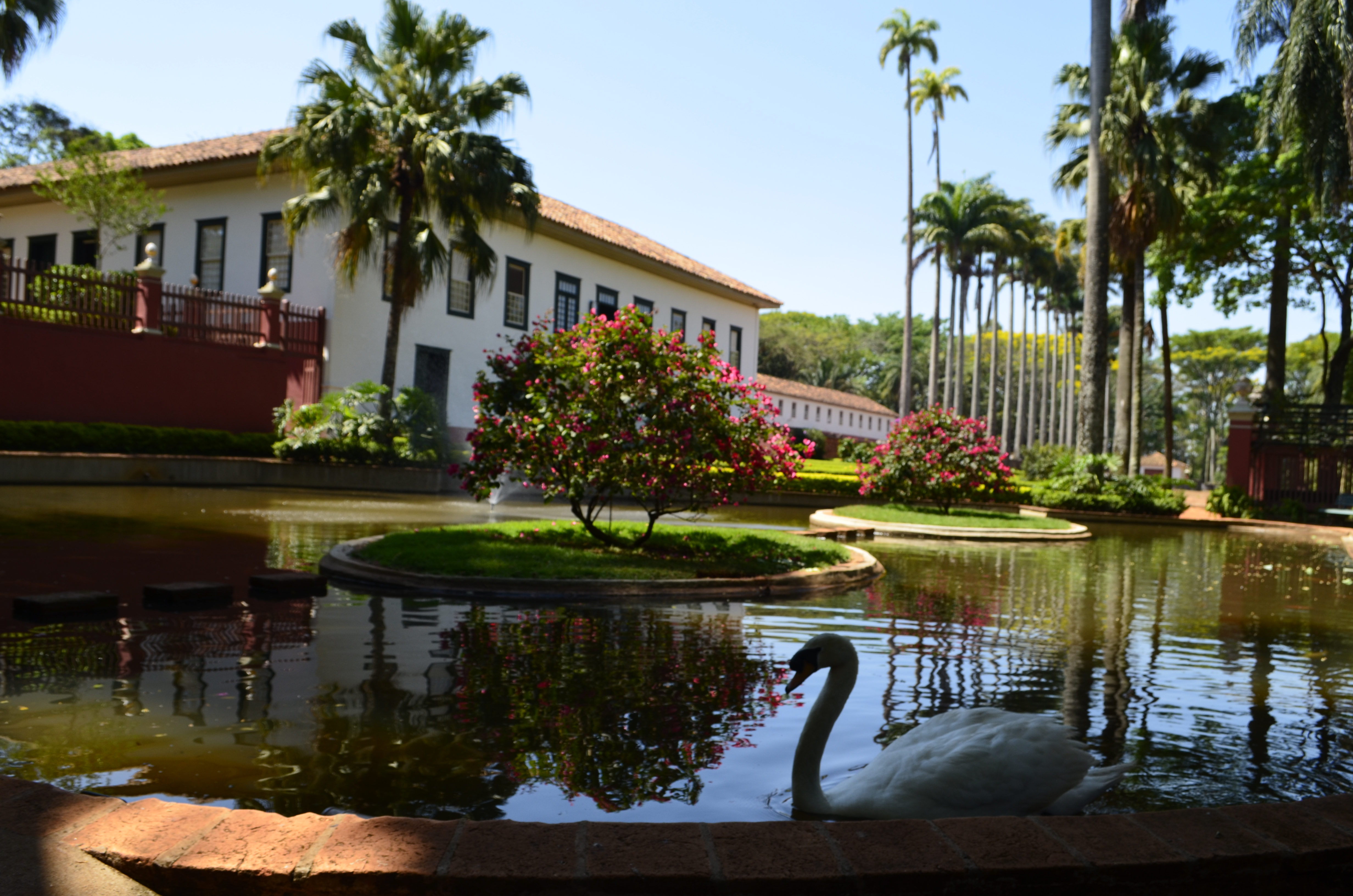
Casa do Pinhal, na Fazenda do Pinhal.

Antonio Carlos era neto de Carlos Bartholomeu de Arruda Botelho, que obteve entre os anos de 1785 e 1786 duas sesmarias nos conhecidos “Campos” ou “Sertões de Araraquara” , uma por meio de doação da Coroa e outra mediante compra. Um dos filhos de Carlos Bartholomeu, Manoel Joaquim Pinto de Arruda, adquiriu mais uma sesmaria nos mesmos “Campos”, em 1786, que juntas formaram a Sesmaria do Pinhal .
Porém, foi um dos filhos de Carlos Bartholomeu, o Carlos José Botelho, conhecido também como “Botelhão”, que requereu a demarcação dessas terras, em 1831 . Ele foi o responsável por construir a Casa de Morada nas terras que herdou do pai, na Sesmaria do Pinhal, formando, assim, a Fazenda Pinhal .
Carlos José se casou em 1824 com Cândida Maria do Rosário, tendo com ela nove filhos, além de uma filha natural. Dentre os filhos do casal está Antonio Carlos de Arruda Botelho, o futuro Conde do Pinhal.
Antonio Carlos se casou em primeiras núpcias, em 31 de maio de 1852, com Francisca Theodora Ferraz Coelho , natural de Piracicaba, nascida em 1834, filha de Frutuoso José Coelho e Antonia da Silva Ferraz. Do primeiro casamento, Antonio Carlos teve só um filho: o futuro senador Carlos José de Arruda Botelho, nascido em Piracicaba .

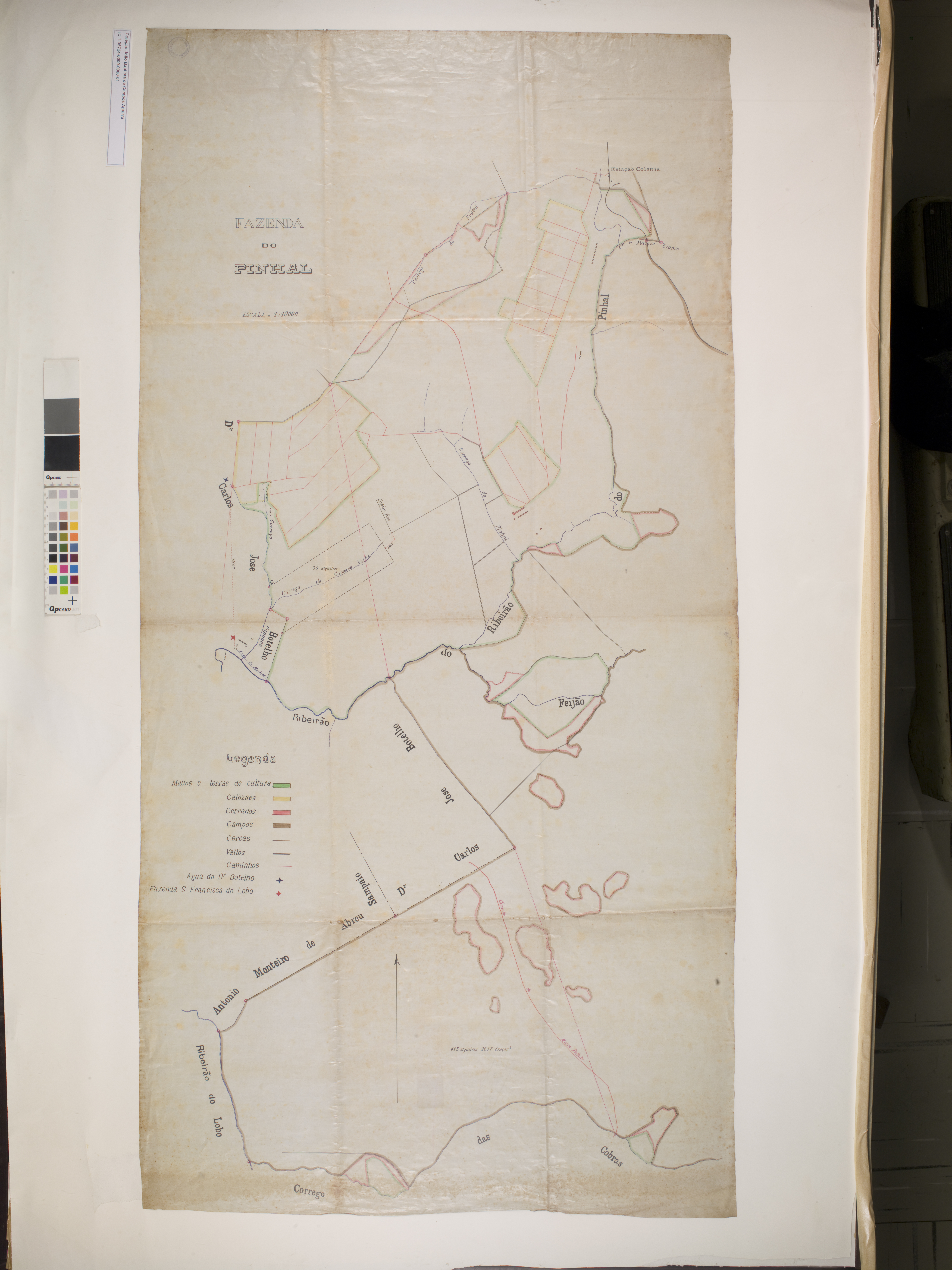
Planta da Fazenda do Pinhal.

Com a morte do “Botelhão”, em 1854, as terras da Sesmaria do Pinhal foram divididas entre seus filhos e coube a Antonio Carlos a Fazenda Pinhal e terras ao seu redor. Por volta desse período, este último, sua mulher e o filho pequeno residiam naquela propriedade .
Contudo, em 10 de março de 1862, Francisca Theodora faleceu na Fazenda Pinhal. Aproximadamente um ano após a morte da primeira companheira, em 23 de abril de 1863, Antonio Carlos se casou novamente, agora com Anna Carolina de Mello Oliveira, a futura condessa do Pinhal , natural de Rio Claro, nascida em 5 de novembro de 1841, e filha de José Estanislau de Oliveira e Elisa de Mello Franco. José Estanislau foi um grande fazendeiro e influente político na região de Rio Claro, tendo obtido em 1867 o título de Primeiro Barão de Araraquara e, em 1870, o título de visconde do Rio Claro .
Antonio Carlos e Anna Carolina tiveram 12 filhos. O primeiro deles, José Estanislau de Arruda Botelho, casou-se com Ana Brandina de Queirós Aranha, de Campinas. Ela era filha de Manuel Carlos Aranha, barão de Anhumas, e de Brandina Augusta de Queirós Aranha, a baronesa consorte de Anhumas, da família Pereira de Queirós, de Jundiaí, sobrinha de Antônio de Queirós Teles, barão de Jundiaí, tendo esta herdado de seus pais a Fazenda Pau d'Alho, em Campinas.
Antonio Carlos de Arruda Botelho, o conde do Pinhal, faleceu na Fazenda Pinhal, após regressar de uma viagem de negócios que fez no Rio de Janeiro, em 11 de março de 1901 . Após seu falecimento, a administração de seus negócios e bens passaram às mãos de sua esposa, auxiliada por filhos e netos. Anna Carolina de Mello Oliveira, a condessa do Pinhal, faleceu em 5 de outubro de 1945, exatamente um mês antes de completar 104 anos de idade .

### Ascendência
- Carlos Bartholomeu de Arruda Botelho, avô
  - Carlos José Botelho, "Botelhão" (–1854), pai
    - Antônio Carlos de Arruda Botelho (1827–1901), Conde do Pinhal
    - Paulino Carlos de Arruda Botelho (1834–1908), irmão e político
    - João Carlos de Arruda Botelho, irmão
    - Joaquim de Meira Botelho, irmão
    - Carlos Bartholomeu de Arruda Botelho, irmão
    - Bento Carlos de Arruda Botelho (1841–1896), irmão e político

### Descendência
Filho com Francisca Theodora Ferraz Coelho (1834–1862): 
- Carlos José de Arruda Botelho (1855–1947), médico e pai de:

Armas do Conde do Pinhal, as mesmas da Família Botelho.

  - Antonio Carlos de Arruda Botelho (1886–), neto homônimo e genealogista[12]

Filhos com Anna Carolina de Mello Oliveira (1841–1945):: 
- Antonio Carlos de Arruda Botelho (1865–), filho homônimo
- Martinho Carlos de Arruda Botelho (1867–1914)
- Cândida de Arruda Botelho (1868–)
- Elisa de Arruda Botelho (1869–)
- Carlos Augusto de Arruda Botelho (1871–)
- Maria Carlota de Arruda Botelho (1872–)
- Carlos Américo de Arruda Botelho (1873–)
- Sophia de Arruda Botelho (1875–)
- Carlos Amadeu de Arruda Botelho (1876–)
- Anna Carolina de Arruda Botelho (1879–)
- Antonia de Arruda Botelho (1880–)

Bisneto:
- Fernando de Arruda Botelho (–2012), acionista do Grupo Camargo Corrêa (atual Mover Participações) e fundador do Instituto Arruda Botelho

## Fundação de São Carlos
Carlos José, o “Botelhão”, pai do futuro conde do Pinhal, idealizou em vida fundar uma povoação próxima às suas terras na sesmaria do Pinhal. Porém, devido a sua morte, ele não pôde efetivamente pôr em prática tal projeto. Assim, seu filho Antonio Carlos, em companhia de alguns irmãos e de Jesuíno José Soares de Arruda, levaram a cabo esse objetivo. Houve a doação de terras por parte desses fazendeiros, tendo sido construída uma capela, onde hoje se encontra a catedral da cidade .
A família Arruda Botelho fez a doação, para a mencionada capela, de uma imagem de São Carlos Borromeu, santo padroeiro da família   e que passou a ser o padroeiro da cidade também, dando seu nome a ela. A 4 de novembro de 1857 foi oficialmente fundada São Carlos do Pinhal, a atual cidade de São Carlos, no interior do Estado de São Paulo . 

## O empreendedor
Antonio Carlos de Arruda Botelho herdou do pai as terras onde está localizada a Fazenda Pinhal. Essa propriedade lhe serviu de morada durante toda a sua vida, sendo o local em que criou seus filhos.
Ele promoveu o desenvolvimento dessas terras, inicialmente com cana-de-açúcar e gado e, posteriormente, com o cultivo do café , que no último quartel do século XIX era o principal produto agrícola produzido na região do Oeste Paulista, configurando-se também como o principal produto nacional destinado à exportação. No caso da Fazenda Pinhal, a criação de gado sempre existiu, mesmo que em alguns momentos em pequena escala.
Ao mesmo tempo, o conde do Pinhal abriu e formou várias fazendas na região, a grande maioria de café. Em Jaú, as fazendas Maria Luísa, Carlota, Sant'Ana, Santo Antonio, Santa Sofia, São Carlos, São Joaquim e Salto do Jaú; e em São Carlos, as fazendas: Palmital, Serra, Santa Francisca do Lobo e Santo Antonio .
Em relação à mão-de-obra escravizada que era utilizada por ele e pelos demais produtores de café no Brasil,
| “ | (...) O Rio de Janeiro era o principal destino dos escravocratas, entre eles, o Conde do Pinhal, para a realização desses negócios, pois, o tráfico interprovincial tornou-se a alternativa mais viável para se manter a escravidão com a proibição do tráfico negreiro. Recorrer a essa prática era de extrema importância para os escravocratas na manutenção dessa mão-de-obra que era à base do trabalho e do desenvolvimento das fazendas de São Carlos. (...) os escravos se faziam muito necessários e eram o principal recurso de mão-de-obra. Moravam nas senzalas, que eram típicos salões sem divisórias e sem janelas, e costumavam ser divididos por gêneros, ou seja, separavam-se os homens das mulheres e das crianças. A alimentação, como já mencionado se dava principalmente por meio do feijão e do angu. Recorrer ao tráfico interprovincial tendo o Rio de Janeiro como escoamento dessa mercadoria permitiu a manutenção e o abastecimento da região de São Carlos por algum tempo. | ” |
|   | |   |

Em Ribeirão Preto, comprou de um grupo de capitalistas fluminenses, em 1892, uma companhia agrícola, conhecida como Companhia Agrícola de Ribeirão Preto, formada por nove fazendas para o cultivo de café .
Ao longo de todo esse período, e devido ao desenvolvimento e expansão de sua produção cafeeira, Antonio Carlos, tal como outros grandes fazendeiros da época, inverteu parte de seus recursos em outros ramos de atividades, mas todos ligados, de certa forma, aos negócios cafeeiros. 
O transporte do café até o porto de Santos, por exemplo, sempre foi uma preocupação dos fazendeiros do interior. Nos municípios servidos por estradas de ferro (ferrovias), o transporte além de ser mais rápido, evitava perdas do produto pelo caminho. Até por volta de 1880, não havia nos municípios de São Carlos, Araraquara e Jaú ferrovias que fizessem o transporte em direção ao porto de Santos. Rio Claro estava ligado a Jundiaí por meio da estrada de ferro da Companhia Paulista de Estradas de Ferro; de Jundiaí a Santos, quem fazia o transporte ferroviário era a São Paulo Railway Company .
A Companhia Paulista manifestou interesse em ampliar seus trilhos além Rio Claro, mas o traçado proposto era contrário aos interesses de alguns fazendeiros da região. Depois de negociações com o Governo e diante das pressões desses fazendeiros, encabeçadas por Antonio Carlos de Arruda Botelho (que na época era Deputado Provincial e Barão do Pinhal), a Paulista abdicou da concessão de prolongamento da ferrovia . 
Em 1882, Antonio Carlos comprou, com capital próprio e de outros fazendeiros, parte dessa concessão. Assim, elaborou-se um novo projeto e a estrada de ferro pôde ser concluída . Eles formaram, então, a Companhia do Rio Claro de Estradas de Ferro. Em 1884 foi inaugurado o trecho entre Rio Claro e São Carlos. Já o prolongamento até Araraquara foi finalizado em 1885, e em 1886 foi concluído o trecho até Jaú. Além de ter uma posição estratégica para o transporte do café, essa nova ferrovia propiciou, também, maior desenvolvimento aos municípios por ela servidos. Em 1889, a Companhia do Rio Claro de Estradas de Ferro foi comprada pela "São Paulo Railway Company", e posteriormente, em 1892, pela Companhia Paulista de Estradas de Ferro .
Outro investimento de Antonio Carlos de Arruda Botelho, diretamente ligado ao setor cafeeiro, foi a criação de uma casa comissária na cidade portuária de Santos, a Casa Comissária Arruda Botelho , que surgiu por volta de 1886/1887. As casas comissárias, nesse momento, recebiam comissões por comercializarem produtos agrícolas nacionais no exterior – nesse período principalmente o café – fornecendo aos fazendeiros tanto créditos em dinheiro, quanto bens de consumo e instrumentos a serem aplicados nas lavouras, tendo como garantia o produto enviado ou a ser enviado no futuro por esses mesmos fazendeiros .
Além desses grandes investimentos, Antonio Carlos fundou também três bancos. Em 1889 ele fundou na cidade de São Paulo o Banco de São Paulo (banco emissor). Já os outros dois foram fundados no interior do Estado, ambos em 1891: o Banco União de São Carlos e o Banco de Piracicaba . Estes últimos, porém, não tiveram a mesma prosperidade do primeiro, tendo sido liquidados em anos posteriores, talvez devido às crises cafeeiras surgidas em fins do século XIX.

## O político
Antonio Carlos de Arruda Botelho pertencia ao Partido Liberal, formado no período regencial do Brasil (1831 – 1840) . Ele foi um importante político, tendo ocupado diversos cargos influentes. Assim, de forma cronológica, algumas de suas principais participações/atuações "políticas" :
- Em 1857 foi nomeado Juiz Municipal e Presidente da Câmara Municipal de Araraquara.
- Em 1859 foi nomeado Inspetor de Instrução Pública e de Estradas em Araraquara.
- Em 1863 foi nomeado Tenente-Coronel Comandante do Batalhão de Infantaria nº 29, da Guarda Nacional da Província de São Paulo.
- Em 1864 foi eleito Deputado Provincial, tendo sido membro da Assembléia Legislativa Provincial até o ano de 1866.
- Na década de 1880, atuou como Deputado Provincial da Assembléia Legislativa Provincial, tendo sido eleito Presidente da mesma para o ano de 1883. Entre os anos de 1886 e 1889, foi Deputado da Câmara de Deputados do Império.
- Em 1891 atuou como Senador do Estado de São Paulo, já no período republicano.

Além dos cargos eletivos acima mencionados, Antonio Carlos teve participação na Guerra do Paraguai, ocorrida entre 1864 e 1870. Ele ficou incumbido de abastecer as tropas, enviando carnes e açúcar; recrutar voluntários; além de promover a manutenção dos caminhos que levavam a Mato Grosso . Por sua participação na Guerra, recebeu os seguintes títulos :
- 23 de abril de 1867: Coronel Comandante Superior da Guarda Nacional.
- 02 de setembro de 1868: foi nomeado Oficial da Ordem da Rosa.
- 02 de agosto de 1879: Barão do Pinhal.

Ao mesmo tempo, pelo empreendimento que realizou por ter criado a "Companhia Estrada de Ferro Rio Claro", que ligou Rio Claro a Jaú, passando por São Carlos e Araraquara, Antonio Carlos, que já era o Barão do Pinhal, foi agraciado com mais dois títulos :
- 05 de maio de 1883: Visconde do Pinhal.
- 07 de maio de 1887: Conde do Pinhal.

Em 1957, durante as comemorações do centenário da fundação de São Carlos, os Correios confeccionaram um selo em homenagem ao Conde do Pinhal.

## Bens

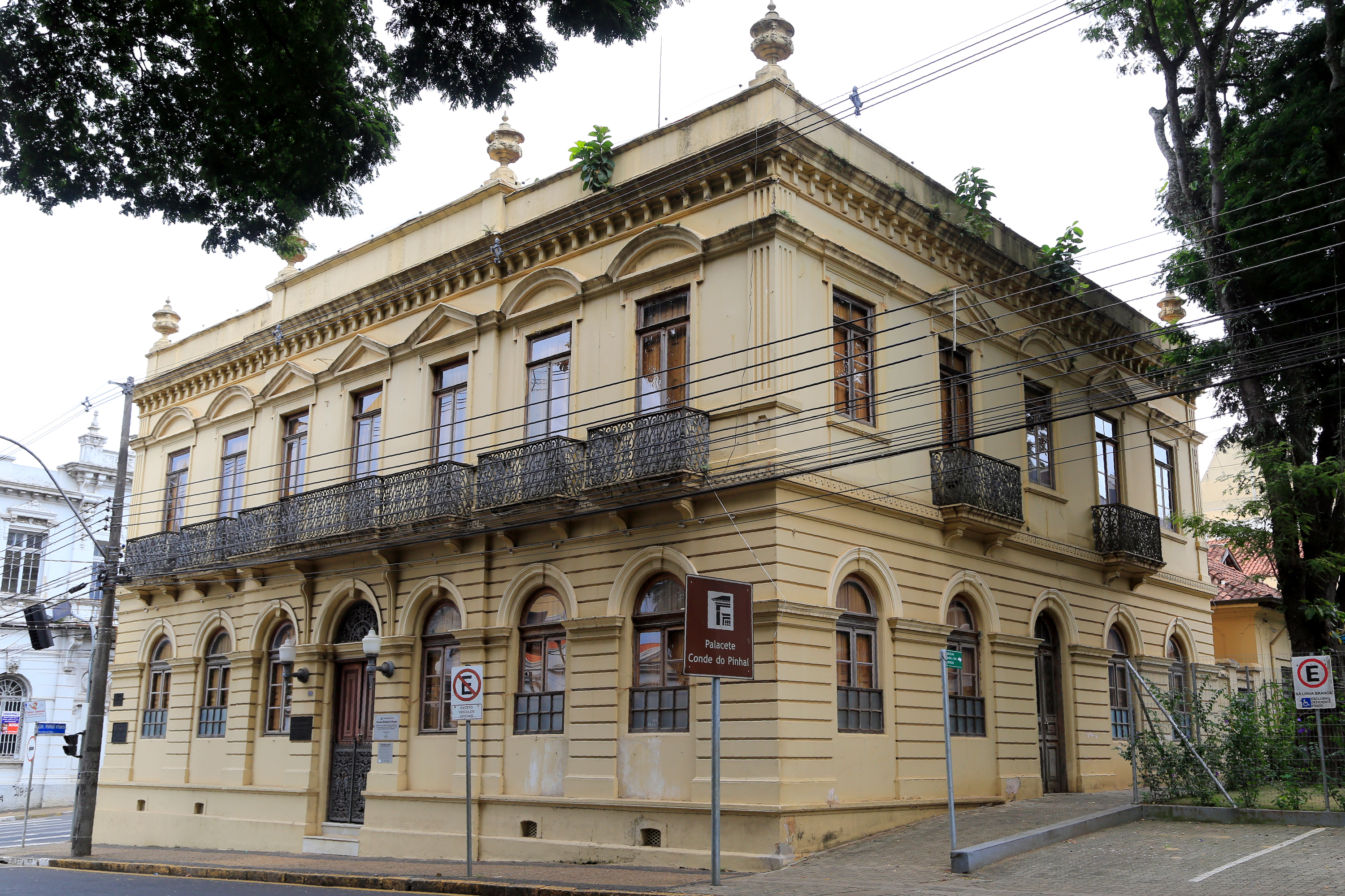
Palacete Conde do Pinhal, em São Carlos

A família do Conde do Pinhal possuía, além de sesmarias na região de São Carlos, também na região de Piracicaba, chamada Sesmaria do Bom Jardim do Salto. O Conde se ausentava frequentemente da Fazenda do Pinhal, tendo formado várias fazendas nas regiões de São Carlos e Jaú, dentre elas: Santo Antonio, da Serra, Palmital, Maria Luiza, Carlota, Sant’ Ana, Santa Sophia, São Carlos, São Joaquim e Salto de Jaú. A família possuía também diversos imóveis urbanos, como o Palacete Conde do Pinhal em São Carlos, uma residência em São Paulo (demolida na década de 1940), e outra em Poços de Caldas, conhecida como Villa Pinhal (demolida nos anos 1980).
Após a morte da condessa, em 1945, os bens seriam divididos entre os filhos, exceto a Fazenda Pinhal, que ficou em estado pró-indiviso por 23 anos. Nos anos 1970, a Casa do Pinhal seria comprada por Modesto Carvalhosa e sua esposa Helena Vieitas Carvalhosa, bisneta do Conde, os quais manteriam o imóvel rural nas próximas décadas. Em 2010, a Fazenda Pinhal foi adquirida por Fernão Carlos Botelho Bracher, bisneto do Conde, e sua esposa Sônia.

## Cronologia
- 1827 (23 de agosto): nascimento de Antonio Carlos de Arruda Botelho, o futuro Conde do Pinhal.
- 1834: nascimento de Francisca Theodora Ferraz Coelho, a primeira esposa de Antonio Carlos de Arruda Botelho.
- 1841 (05 de novembro): nascimento de Anna Carolina de Mello Oliveira, a segunda esposa de Antonio Carlos de Arruda Botelho e futura Condessa do Pinhal.
- 1852 (31 de maio): casamento de Antonio Carlos e Francisca Theodora.
- 1855 (14 de maio): nascimento de Carlos José Botelho, filho de Antonio Carlos e Francisca Theodora. Foi o único filho desse casal. Os outros filhos de Antonio Carlos são frutos de seu casamento com a segunda esposa, Anna Carolina. Carlos José se casou com Constança Maria de Brito Filgueiras, em 1883.
- 1857 (04 de novembro): fundação de São Carlos, na época denominada São Carlos do Pinhal.
- 1857: Antonio Carlos foi nomeado Juiz Municipal e Presidente da Câmara de Araraquara.
- 1859: Antonio Carlos foi nomeado Inspetor de Instrução Pública e de Estradas em Araraquara.
- 1862 (10 de março): falecimento de Francisca Theodora Ferraz Coelho.
- 1863 (23 de abril): casamento de Antonio Carlos e Anna Carolina.
- 1863 (05 de setembro): Antonio Carlos foi nomeado Tenente-Coronel Comandante do Batalhão de Infantaria nº 29, da Guarda Nacional da Província de São Paulo.
- 1864 – 1866: Antonio Carlos foi eleito Deputado Provincial em 1864, tendo sido membro da Assembléia Legislativa Provincial até o ano de 1866.
- 1864 (21 de fevereiro): nascimento do filho José Estanislau de Arruda Botelho, que se casou com Ana Brandina de Queirós Aranha, em 1888.
- 1865 (11 de maio): nascimento do filho Antonio Carlos de Arruda Botelho, que se casou com Genoveva Junqueira, em 1893.
- 1867 (30 de janeiro): nascimento do filho Martinho Carlos de Arruda Botelho. Ele se casou com Alexandra de Markoff.
- 1867 (23 de abril): Antonio Carlos recebeu o título de Coronel Comandante Superior da Guarda Nacional.
- 1868 (08 de abril): nascimento da filha Cândida de Arruda Botelho, que se casou com Firmiano de Moraes Pinto, em 1886.
- 1868 (02 de setembro): Antonio Carlos foi condecorado com a Ordem da Rosa.
- 1869 (27 de julho): nascimento da filha Elisa de Arruda Botelho, que se casou com Antonio Moreira de Barros, em 1889.
- 1871 (23 de março): nascimento do filho Carlos Augusto de Arruda Botelho, que se casou com Maria Luiza Ataliba, em 1899.
- 1872 (13 de maio): nascimento da filha Maria Carlota de Arruda Botelho, que se casou com Christiano Klingelhoefer, em 1895.
- 1873 (23 de novembro): nascimento do filho Carlos Américo de Arruda Botelho, que se casou com Carmen Nogueira, em 1900.
- 1875 (19 de novembro): nascimento da filha Sophia de Arruda Botelho, que se casou com Francisco Carvalho Soares Brandão, em 1898.
- 1876 (09 de novembro): nascimento do filho Carlos Amadeu de Arruda Botelho, que se casou com Brazilia Whitaker de Oliveira Lacerda, em 1906.
- 1879 (12 de maio): nascimento da filha Anna Carolina de Arruda Botelho, que se casou com João Soares Brandão, em 1901.
- 1879 (02 de agosto): Antonio Carlos recebeu o título de Barão do Pinhal.
- 1880 – 1882: Antonio Carlos foi membro da Assembléia Legislativa Provincial.
- 1880 (16 de dezembro): nascimento da filha Antonia de Arruda Botelho, que se casou com Bento Pereira Bueno, em 1904.
- 1883: Antonio Carlos foi eleito Presidente da Assembléia Legislativa Provincial.
- 1883 (05 de maio): Antonio Carlos recebeu o título de Visconde do Pinhal.
- 1884: Antonio Carlos foi eleito Deputado Provincial, tendo sido membro da Assembléia Legislativa Provincial até o ano de 1887.
- 1884: Foi inaugurado o trecho da estrada de ferro da Companhia do Rio Claro de Estradas de Ferro, pertencente a Antonio Carlos, entre os municípios de Rio Claro e São Carlos.
- 1885: foi finalizado o trecho da estrada de ferro da Companhia do Rio Claro de Estradas de Ferro, entre os municípios de São Carlos e Araraquara.
- 1886 – 1889: Antonio Carlos foi Deputado da Câmara de Deputados do Império.
- 1886/1887: Antonio Carlos criou a Casa Comissária Arruda Botelho na cidade de Santos.
- 1886: foi finalizado o trecho da estrada de ferro da Companhia do Rio Claro de Estradas de Ferro, entre os municípios de Araraquara e Jaú.
- 1887 (07 de maio): Antonio Carlos recebeu o título de 'Conde do Pinhal.
- 1889: Antonio Carlos fundou o Banco de São Paulo (banco emissor).
- 1891: Antonio Carlos atuou como Senador do Estado de São Paulo.
- 1891: Antonio Carlos fundou o Banco União de São Carlos e o Banco de Piracicaba.
- 1892: Antonio Carlos comprou de um grupo de capitalistas fluminenses a Companhia Agrícola de Ribeirão Preto, composta por nove fazendas.
- 1901 (11 de março): falecimento de Antonio Carlos de Arruda Botelho, o Conde do Pinhal, na Fazenda Pinhal, em São Carlos, aos 73 anos de idade.
- 1941 (05 de novembro): centenário de Anna Carolina de Mello Oliveira, a Condessa do Pinhal.
- 1945 (05 de outubro): falecimento de Anna Carolina de Mello Oliveira, exatamente um mês antes de completar 104 anos de idade.